# مد دهه ۷۰
مد دهه ۷۰ (کره‌ای: 패션 70s; انگلیسی: Fashion 70s) یک مجموعه تلویزیونی محصول کره جنوبی سال ۲۰۰۵ با بازی لی یو وون، کیم مین جونگ، جو جین مو و چون جونگ میونگ است. این مجموعه پروژه بزرگ شبکه اس‌بی‌اس به مناسبت شصتمین سالگرد استقلال بود و از ۲۳ مه تا ۲۹ اوت ۲۰۰۵، روزهای دوشنبه و سه‌شنبه ساعت ۲۱:۵۵ (کی‌اس‌تی) از اس‌بی‌اس برای ۲۸ قسمت پخش شد.